# آلفونز آله
آلفونز آله (به فرانسوی: Alphonse Allais) نویسنده، روزنامه‌نگار و فکاهی‌نویس قرن نوزدهم میلادی اهل فرانسه است.